# Vasek Polak
Vasek Polak (* 11. September 1914 in Prag; † 16. April 1997 in Great Falls, Montana) war ein tschechisch-amerikanischer Autohändler, Rennfahrer und Rennstallbesitzer.

## Leben
Polak besaß einen Fahrradladen und fuhr Motorradrennen. Er hatte Erfolge in der 250-cm³-Klasse in der heutigen Tschechischen Republik. 1948 floh er von Prag nach Bayern und wurde dort in einem Flüchtlingslager aufgenommen. Aufgrund seiner Kenntnisse wurde er als Mechaniker bei der U.S. Armee in München eingesetzt.
1956 emigrierte Polak in die USA und fand Anstellung bei dem Autohändler Max Hoffman in New York als Mechaniker für Porsche-Fahrzeuge.
1958 zog Polak an die Westküste und eröffnete in Hermosa Beach (Kalifornien) den ersten Händlerbetrieb in den USA, der exklusiv Porsche-Fahrzeuge verkaufte und reparierte. In den folgenden Jahren setzte Polak erfolgreich Porsche und BMW-Fahrzeuge im Rennsport ein. Darüber hinaus erweiterte Polak seinen Händlerbetrieb mit den Marken Audi, Volkswagen, Saab, Volvo und Subaru.
Polak heiratete 1983 Anna Maria Littlejohn. Sie starb 1993 an Brustkrebs, woraufhin Polak 1,7 Millionen Dollar an das Torrance Memorial Breast Diagnostic Center spendete.
Am 11. März 1997 verunglückte Polak auf einer deutschen Autobahn mit einem Porsche 911 Turbo S und wurde dabei schwer verletzt. Auf eigenen Wunsch wurde er im April 1997 aus dem Klinikum Regensburg entlassen, um die Behandlung in den USA fortzusetzen. Er starb am 16. April 1997 auf dem Rücktransport bei einer Zwischenlandung an einem Herzinfarkt in Great Falls, Montana, USA.